# Deux pièces pour octuor à cordes
Pour les articles homonymes, voir deux pièces.
Les Deux pièces pour octuor à cordes, op. 11 de Dmitri Chostakovitch sont une œuvre composée en 1924-1925.

## Historique
Ces œuvres furent composées lorsque Chostakovitch était élève au conservatoire de Léningrad. Le Prélude est dédié à son ami le poète Volodia Kurtchavov décédé quelque temps auparavant. Le Scherzo est composé l'année suivante, avant que l'ensemble ne soit créé officiellement, après le succès de la Première Symphonie, le 9 janvier 1927 à Moscou par les Quatuors Glière et Stradivari.

## Mouvements
1. Prélude, adagio en ré mineur - ~6 min 30 s
2. Scherzo, allegro molto en sol mineur - ~4 min

## Discographie sélective
- Quatuor Borodine et le Quatuor Prokofiev en 1964, Melodiya / BMG Classics (1997).
- Florian Donderer, Byol Kang, Yura Lee et Gergana Gergova (violons), Tatjana Masurenko et Hanna Weinmeister (altos), Alban Gerhardt et Tanja Tetzlaff (violoncelles), AVI Music (2018).